# Spoolderberg

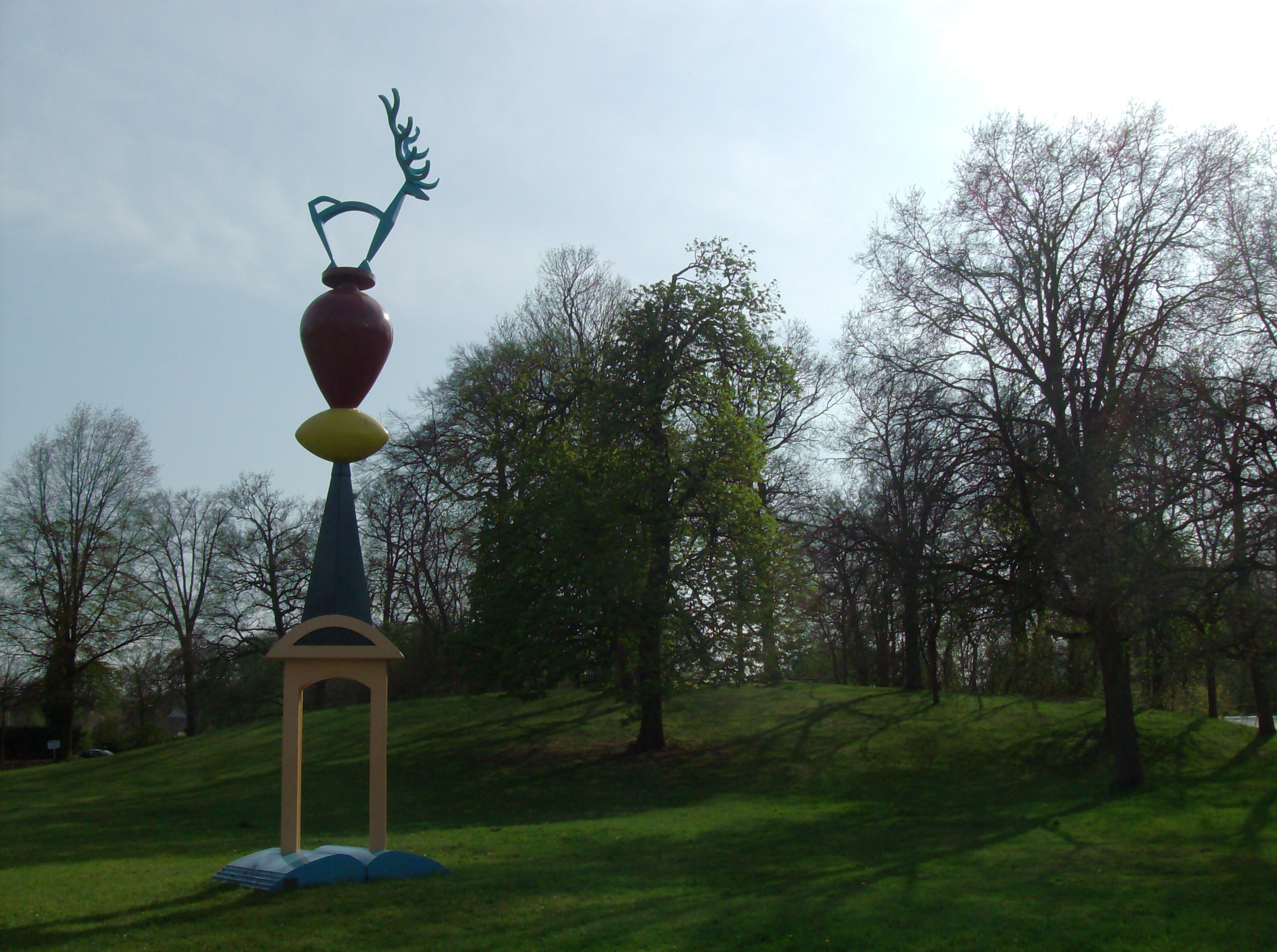
Het gedenkteken Le Chêne bij de Spoolderberg

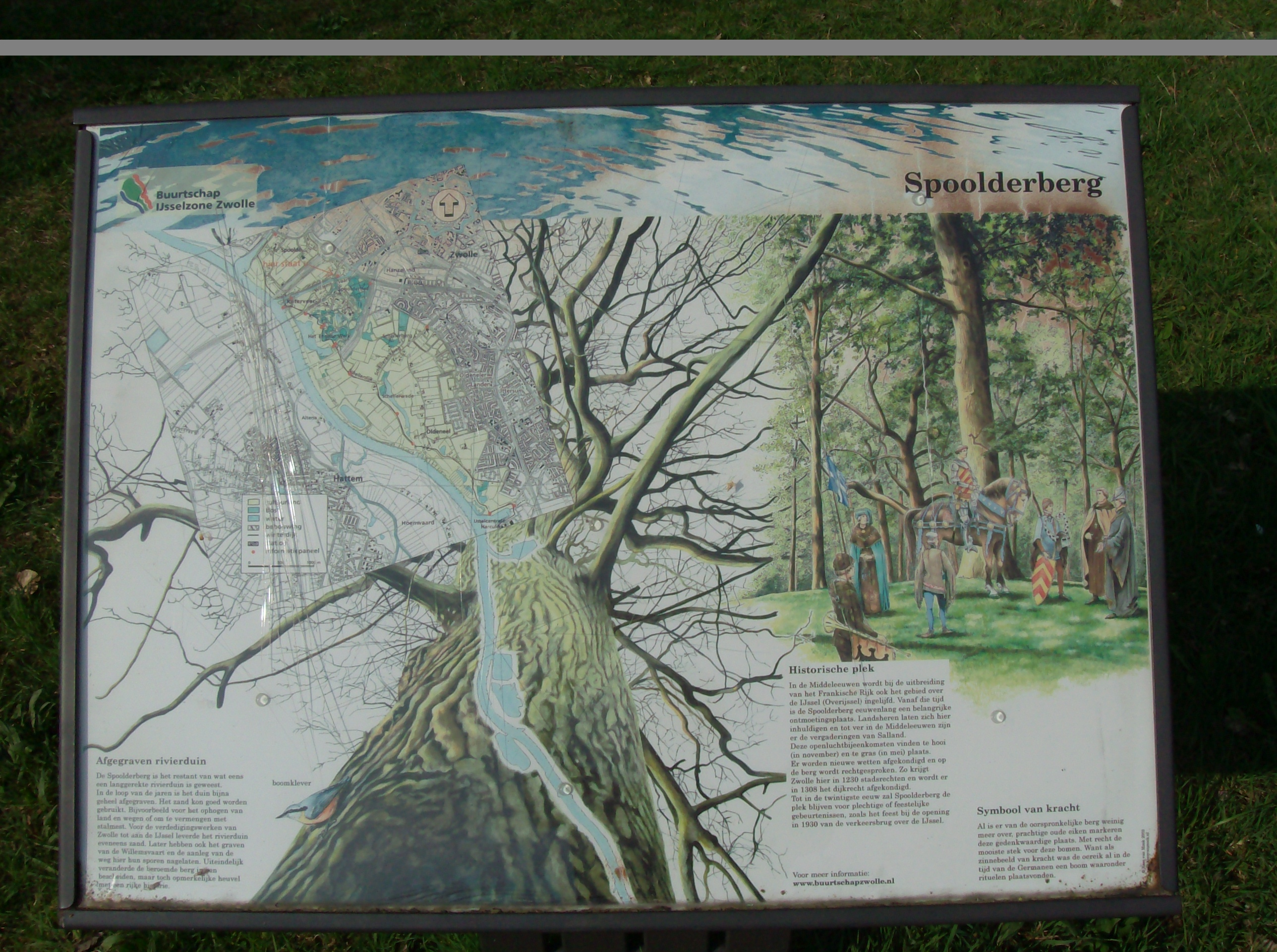
Uitlegbord bij de Spoolderberg

De Spoolderberg (Zwols: Spoelderbärg (met een lange oe)) is een rivierduin aan de IJssel in de buurtschap Spoolde, ten zuidwesten van Zwolle. De heuvel, die vroeger groter was dan tegenwoordig, is eeuwenlang een belangrijke verzamelplek geweest waarlangs verschillende culturen zijn gekomen. Zijn functie als vergaderplaats voor het streekbestuur begon in de Frankische tijd, waarbij de Spoolderberg mogelijk de dingplaats was van de gouw Salon; streekaangelegenheden als vieringen en oorlogsoverleg vonden er plaats, landsheren werden er ingehuldigd en er werd rechtgesproken (bisschoppelijke klaringen), welke laatste functie de heuvel deelde met de Markelerberg.
Zwolle kreeg hier in 1230 stadsrechten en in 1308 werd op de Spoolderberg het dijkrecht afgekondigd.
Tijdens de late middeleeuwen en in de tijd van de Republiek was de Spoolderberg, afgewisseld met vergaderplekken in Kampen en Deventer, de plek waar de Sallandse en Overijsselse landdagen (statenvergaderingen) werden gehouden. Deze openluchtbijeenkomsten werden te gras (in mei) en te hooi (in november; zie ook Oude Nederlandse maandnamen) gehouden.
In de loop der eeuwen is de Spoolderberg steeds verder afgegraven om het zand voor aanleg van wegen, verdedigingswerken voor de stad Zwolle of om te vermengen met mest.
Om de geschiedeniswaarde van de heuvel te herinneren, is er door André Boone een gedenkteken neergezet met de naam Le Chêne, wat 'De oude Eik' betekent; deze is opgebouwd uit zes voorwerpen, die ieder een tijdperk en een daartoe behorende beschaving verbeelden, welke langs de Spoolderberg zijn gegaan in het verleden.
De eik was bij de Germanen een belangrijk symbool, dat stond voor levenskracht; heden groeien er op de Spoolderberg nog eiken (zie ook Yggdrasil).

## Verwijzingen
1. ↑  Wim Coster. Zwollerkerspel. Waanders & De Kunst, p. 10. ISBN 9789462620827.
2. ↑  Le Chêne in Zwolle